# Орловское сельское поселение (Крым)
Орловское се́льское поселе́ние (укр. Орлівське сільське поселення, крымскотат. Бай Болуш кой юрту, Bay Boluş köy yurtu) — муниципальное образование в составе Красноперекопского района Республики Крым России.

## География
Поселение расположено на юге района, в степном Крыму, в долине реки Чатырлык, у границы с Первомайским районом. Граничит на западе с Братским, на севере с Новопавловским и на востоке с Воинским сельскими поселениями.
Площадь поселения 48,30 км².
Основная транспортная магистраль — региональная автодорога 35Н-273 Знаменка — Долинка — Воинка (по украинской классификации — С-0-10702).

## Население
| 2001  | 2014  | 2015  | 2016  | 2017  | 2018  | 2019  |
| ----- | ----- | ----- | ----- | ----- | ----- | ----- |
| 2300  | ↘1546 | ↗1549 | ↘1522 | ↘1518 | ↘1498 | ↘1467 |
| 2020  | 2021  |       |       |       |       |       |
| ↘1464 | ↗1727 |       |       |       |       |       |

## Состав сельского поселения
Поселение включает 4 населённых пункта:
| № | Населённый пункт | Тип населённого пункта | Население на 2014 год |
| - | ---------------- | ---------------------- | --------------------- |
| 1 | Орловское        | село, центр            | ↘1014                 |
| 2 | Знаменка         | село                   | ↘3                    |
| 3 | Новониколаевка   | село                   | ↘432                  |
| 4 | Шатры            | село                   | ↘97                   |

## История
В 1930-х годах в Крыму на данной территории был образован Бай-Балушский сельсовет (к 1940 году уже существовал). Указом Президиума Верховного Совета РСФСР от 21 августа 1945 года он был переименован в Орловский сельский совет. С 25 июня 1946 года сельсовет в составе Крымской области РСФСР. 26 апреля 1954 года Крымская область была передана из состава РСФСР в состав УССР. К 15 июня 1960 года сельсовет был упразднён и восстановлен к 1971 годув современном составе.
С 12 февраля 1991 года сельсовет в восстановленной Крымской АССР, 26 февраля 1992 года переименованной в Автономную Республику Крым. По Всеукраинской переписи 2001 года население совета составило 2300 человек. С 21 марта 2014 года в составе Крыма аннексировано Россией. Законом «Об установлении границ муниципальных образований и статусе муниципальных образований в Республике Крым» от 4 июня 2014 года территория административной единицы была объявлена муниципальным образованием со статусом сельского поселения.